# Денніс Йонсен
Денніс Торсет Йонсен (норв. Dennis Tørset Johnsen, нар. 17 лютого 1998, Шієн, Норвегія) — норвезький футболіст, вінгер італійського клубу «Венеція».

## Ігрова кар'єра
Денніс Йонсен вихованець клубів «Русенборг» та «Геренвен». Влітку 2017 року Йонсен перейшов до «Аяксу». Сума трансферу складала близько 2 млн євро. Першу гру за «Аякс» Йонсен провів у серпні проти «Камбюра». Але більшу частину часу Деннис перебував в оренді. Спочатку він грав за дублюючий склад «Аяксу». Пізніше перебував в оренді у «Геренвені» та «Зволле».
Влітку 2020 року Йонсен підписав чотирирічний контракт з італійською «Венецією».

## Особисте життя
Молодший брат Денніса Мікаель Торсет Йонсен теж професійний футболіст. Є гравцем «Русенборга».